# إدوارد هنري دافي
إدوارد هنري دافي هو سياسي كندي، ولد في 19 يناير 1854، وتوفي في 10 مارس 1911.
كان مهندسًا معماريًا وسياسيًا ولد في سانت جون، نيوفاوندلاند. اشتهر، إلى جانب شقيقه جورج، بكونه باني مدينة سانت جون بعد حريق عام 1892 الكبير.